# Nganda missionsstation

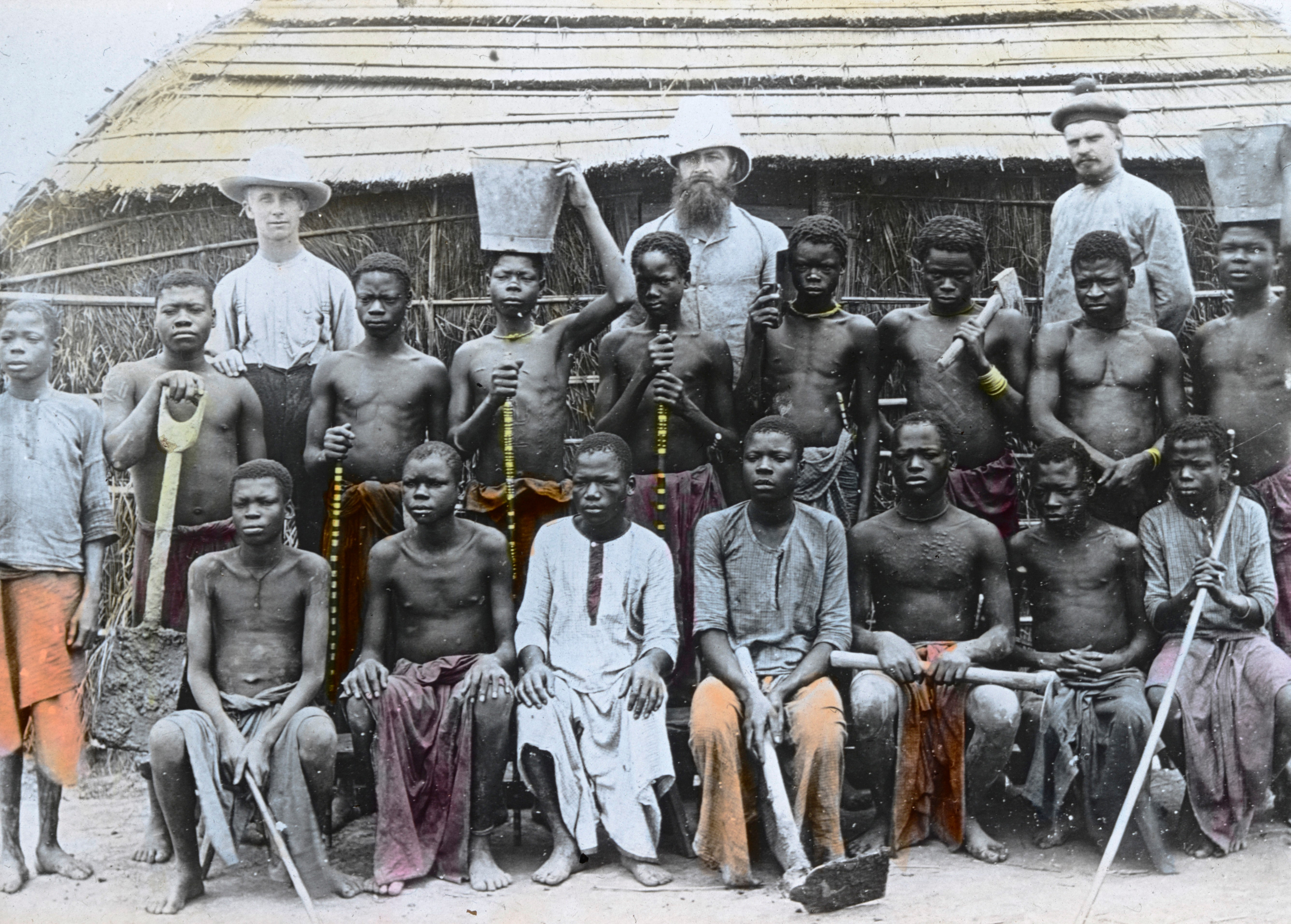
Gruppbild tagen 1891, Nganda missionsstation. På bilden syns i översta raden från vänster: Johan August Norén, Karl Fredrik Andreæ och Jöns Larsson.

Nganda missionsstation anlades 1890 och var den fjärde missionsstationen som Svenska kongomissionen, Svenska missionsförbundets yttre mission i Afrika, grundade i Nedre Kongo i nuvarande Demokratiska republiken Kongo. Stationen låg norr om Kongofloden i det tidigare distriktet Cataractes i provinsen Kongo-Central.

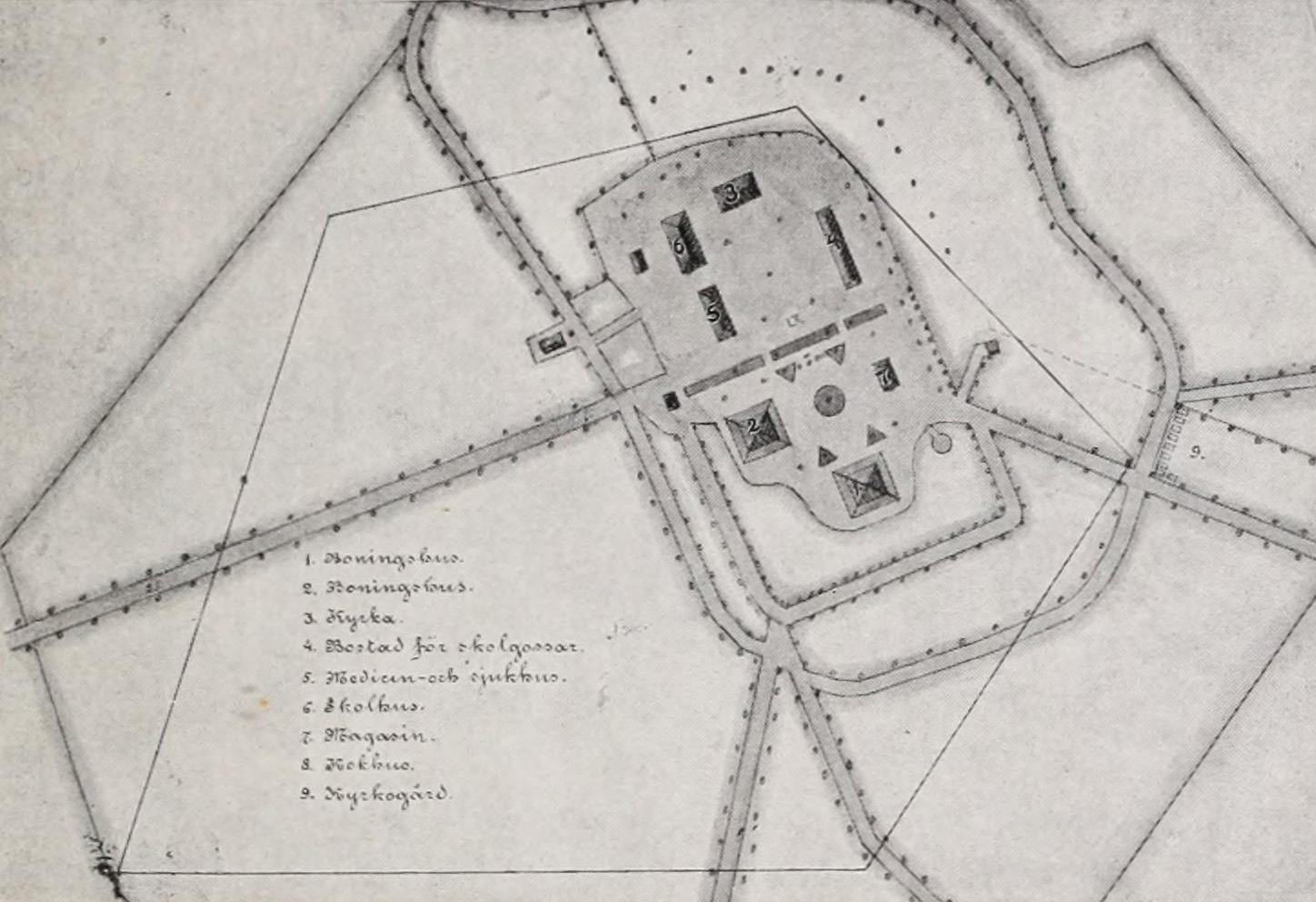
Planritning, Nganda missionsstation.

## Historik
Missionsstationen anlades av Karl Fredrik Andreæ och syftet var att etablera en missionsverksamhet hos bwende, ett av kongofolken. Platsen för stationen på Ngandabergets högsta kulle, 500 m ö.h. vid sluttningen av höglandet Nsundi Mamba, valdes efter en rekognoseringsresa av Nils Westlind, Carl Johan Nilsson och Karl Fredrik Andreæ. En tomt köptes av Kongostaten som man betalade 50 francs för. Efter rekognoseringsresan återvände Andreæ till Nganda den 3 maj 1890 och började med att uppföra två gräshyddor. Platsen hade tidigare använts som begravningsplats och berget sades vara en plats där ingen varken ville eller vågade bo enligt lärare Minludi. Drygt en och en halv månad efter Andreæ, den 24 juni, kom nästa missionär, Jöns Larsson, och det första boningshuset i tegel byggdes. Ett år senare kom Johan August Norén och hjälpte till med arbetet och 1893 hade de byggt ytterligare två boningshus, kokhus, gosshus, medicinhus, snickarbod och en kyrka. Några år senare kom Karl Edvard Laman till Nganda och då byggdes ytterligare ett gosshus. Medicinhuset kunde utökas 1903 och året efter byggdes två mindre hus. Ett sjukhus uppfördes 1905 vilket var det första sjukhuset för de svenska missionsstationerna i Kongo. I omgivningarna anlades även vägar med alléer och man planterade fruktträd och prydnadsväxter. När missionsstationen Madzia anlades i Franska Kongo 1909, kom flertalet bärare från just Nganda, varav flera kom att stanna vid den nya stationen. 1914 nedlades Nganda missionsstation på grund av ohälsosamt klimat och framförallt malaria-smitta.

### Missionen
Det var inte bara vid själva stationen som missionsverksamheten bedrevs. Missionärerna var även ute i de närliggande byarna Honde, Bulu, Lukoko och Nsundi Mamba. I dessa uppförde byskolor där lokala evangelister predikade. Den förste som döptes hette Abalami Nkumba vilket skedde i oktober 1892. I slutet av mars 1901 hade församlingen över 200 medlemmar. 

### Svenska missionärer i Nganda
Förutom de redan nämnda missionärerna var Johan Wilhelm Walldén, Carl Niklas Börrisson, Carl Wilhelm Lembke, Emil Ekström, Per August Westlind och Martin Westling föreståndare vid Nganda. Flera av de svenska missionärerna dog i Nganda; K. F. Andreae, Karolina Andreae, Augusta Waxgren, Sofia Karlsson, J. A. Norén, Albertina Rutström, Ida Svensson, Cornelia Ekström och dottern Monika, Alma Johansson samt Elisabet Fält.